# Bosniaken in Albanien

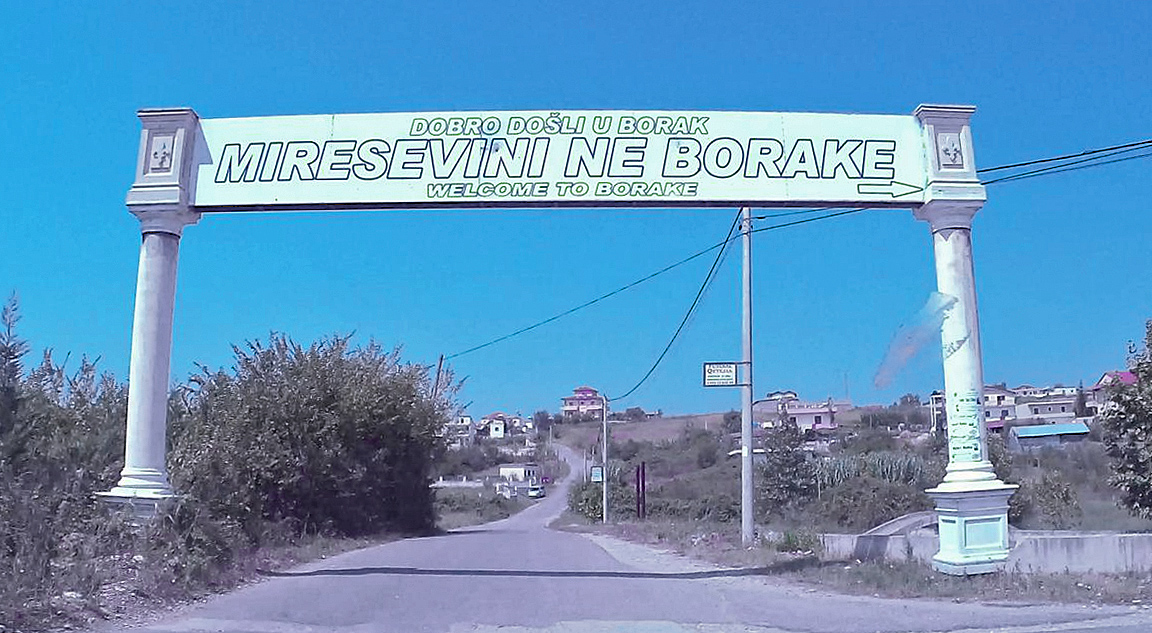
Mehrsprachiges Ortsschild von Boraka

Bosniaken in Albanien (albanisch Boshnjakët në Shqipëri; bosnisch Bošnjaci u Albaniji) sind eine ethnische Minderheit im Land. Sie sind die Nachfahren von Muslimen aus Bosnien, die vor der österreichisch-ungarischen Besetzung geflohen sind und im damals noch osmanischen Albanien Zuflucht gefunden haben. Seit 2017 sind die Bosniaken eine offiziell anerkannte Minderheit in Albanien.

## Anzahl und Siedlungsgebiet
Lange lagen zur Anzahl der Bosniaken in Albanien keine genauen Zahlen vor. Da Daten aus Volkszählungen fehlten, wurde auf spekulative Schätzungen zurückgegriffen. Bei der Volkszählung 2023 wurden erstmals Bosniaken als Ethnie erfasst. Gemäß diesen Angaben lebten damals fast 3000 Bosniaken im Land. Angaben zu den Bosnisch-Sprechenden fehlten weiterhin.
Einzelne frühere Quellen bezeichnen die Größe der Gruppe mit 10.000 Personen, von denen 3000 in der Region Shijak zwischen Durrës und Tirana, mehrheitlich in den benachbarten Dörfern Boraka, Alt-Boraka (Boraka i vjetër, Stari Borak) und Koxhas leben sollen. Die Einwohnerzahl von Boraka wurde mit 847 bis 1800 Personen angegeben, diejenige von Koxhas mit rund der Hälfte, wobei andere Informanten von 20–30 % weniger Personen ausgehen. Zudem weilen viele Junge im Ausland; viele Familien sind nach 1990 nach Westeuropa emigriert. Während Boraka nur von Bosniaken bewohnt wird, sind in Koxhas die Albaner in der Mehrheit.
Neben dem Siedlungszentrum Borak leben Bosniaken auch in Städten wie Shijak und Durrës. Die Bewohner des Dorfs Libofsha bei Fier haben sich größtenteils sprachlich assimiliert. Ob es sich um Bosniaken handelt – vermutlich stammen sie aus Novi Pazar – ist nicht restlos geklärt. In Libofsha wurde 2010, wie 2014 auch im Dorf Hamil in der Nähe, eine serbische Schule eröffnet.
Die regionale Verteilung gemäß Volkszählung bestätigt obenstehende Angaben in den wesentlichen Aspekten und zeigt eine starke Zentrierung auf den Qark Durrës mit kleinen Gruppen in den Qarks Fier, Tirana und Shkodra:
| Qark        | Bosniaken | Anteil |
| ----------- | --------- | ------ |
| Berat       | 15        | <1 %   |
| Dibra       | 24        | <1 %   |
| Durrës      | 2510      | 85 %   |
| Elbasan     | 31        | 1 %    |
| Fier        | 108       | 4 %    |
| Gjirokastra | 9         | <1 %   |
| Korça       | 20        | <1 %   |
| Kukës       | 13        | <1 %   |
| Lezha       | 18        | <1 %   |
| Shkodra     | 90        | 3 %    |
| Tirana      | 103       | 3 %    |
| Vlora       | 22        | <1 %   |
| Total       | 2963      | 100 %  |

## Geschichte
2015 feierten die Bosniaken ihre 150-jährige Anwesenheit in Albanien. Die Umstände der Siedlungsgeschichte sind aber nicht restlos geklärt.
Nach dem Berliner Kongress 1878 und dem Auftrag Österreich-Ungarns, das Vilâyet Bosnien zu besetzen, beschlossen viele Bosniaken, in die Balkangebiete des Osmanischen Reiches auszuwandern. Gemäß der Überlieferung war eine Gruppe aus Mostar per Schiff unterwegs in die Türkei, als sie in Durrës anlegen mussten. Daraufhin verzichteten sie auf eine Weiterfahrt und siedelten in den Hügeln nördlich und östlich von Shijak, einem Marktplatz an der Brücke über den Erzen, was ihnen von einem Landsmann vermittelt wurde. Das Land sei damals kaum bewohnt oder bewirtschaftet gewesen. Ihnen folgten weitere Gruppen.
Für die 1880er Jahre – als Folge von niedergeschlagenen Aufständen in Bosnien – und die erste Hälfte der 1890er Jahre sind weitere Auswanderungen belegt respektive wiederholt sind Bosniaken in Shkodra eingetroffen. Viele sind aber in andere Regionen des Balkans weitergereist, mitunter auch weil das Land um Shijak knapp wurde.
1905 wurden in Boraka 305 Personen gezählt, von denen aber nicht alle als Slawen erfasst worden waren. 1914 haben sich die Bosniaken am Mittelalbanischen Bauernaufstand beteiligt.
Die Bosniaken oder Serben von Libofsha sind dort 1924 eingewandert.
Trotz der großen Isolation haben die Bosniaken in Albanien bis heute ihre Sprache, Kultur und Bräuche bewahrt. Sie durften im kommunistischen Albanien das damalige jugoslawische Radio und Fernsehen nicht hören. Unterricht auf Bosnisch gab es nicht, sie waren nicht als Minorität anerkannt. Unter Enver Hoxhas Regime wurden ab 1948 bosnische Nachnamen verändert, um slawische Endungen zu vermeiden oder sie oft vollständig zu ändern. Erst jetzt hat die albanische Regierung begonnen, frühere Nachnamen zurückzugeben.

## Gesellschaft
Die Bosniaken von Boraka und Umgebung sind alle Muslime. Sie heiraten zum Teil albanische Frauen, seit 1990 auch wieder Frauen aus Bosnien, wie es bis 1948 üblich gewesen war. Der Zuzug von jungen Frauen aus Bosnien hat dem Erhalt der Sprache gedient. Die Isolation der Gemeinschaft von 1948 bis 1990 trennte die Bosniaken hingegen von der sprachlichen Weiterentwicklung in der Heimat der Vorfahren. Die Gemeinschaft gilt als vollständig integriert, kann aber ihre Sprache und Kultur leben und bewahren.
Umgangssprache in der bosniakischen Gemeinschaft ist Bosnisch mit starkem herzegowinischem Akzent. 2020 hatten die Schüler der Dörfer bei Shijak lediglich mehrmals pro Woche ergänzenden Unterricht auf Bosnisch, aber keinen allgemeinen Schulunterricht in ihrer Muttersprache. 2008 hatte der bosnische Staat einen Lehrer nach Albanien entsandt. Ende 2020 war eine Grundschule für etwa 220 Kinder in Boraka im Bau, deren Bau von Bosnien-Herzegowina mitfinanziert wurde. Die bosnische Regierung fördert die Bildung der Bosniaken in Boraka und vergibt Stipendien.

## Minderheitenrechte
Am 13. Oktober 2017 hat das albanische Parlament das Gesetz zum Schutz nationaler Minderheiten in der Republik Albanien erlassen. Darin wurden die Bosniaken zu einer nationalen Minderheit erklärt. Nach dem Gesetz haben die Bosniaken einen Anspruch, im Rahmen des regulären Lehrplans ihre eigene Sprache zu lernen. Zudem haben Bosniaken in Albanien nun das Recht, ihre ethnische Zugehörigkeit bei Volkszählungen anzugeben.